# カポローナ
カポローナ (伊: Capolona) は、イタリア共和国トスカーナ州アレッツォ県にある、人口約5,200人の基礎自治体（コムーネ）。

## 地理

### 位置・広がり

#### 隣接コムーネ
隣接するコムーネは以下の通り。
- アレッツォ
- カステル・フォコニャーノ
- カスティリオーン・フィボッキ
- スッビアーノ
- タッラ

### 気候分類・地震分類
カポローナにおけるイタリアの気候分類 (it) および度日は、zona D, 2026 GGである。
また、イタリアの地震リスク階級 (it) では、zona 2 (sismicità media) に分類される。

## 行政

### 分離集落
カポローナには以下の分離集落（フラツィオーネ）がある。
- Bibbiano, Castelluccio, Lorenzano, Pieve San Giovanni, San Martino Sopr'Arno